# Kontraadmiral (Italija)
Kontraadmiral (izvirno italijansko Contrammiraglio) je admiralski čin v uporabi pri Italijanski vojni mornarici. V činovni hierarhiji Italijanske kopenske vojske, Italijanskega vojnega letalstva, Korpusa karabinjerov in Finančne straže mu ustreza čin brigadnega generala. V sklopu Natovega STANAG 2116 spada v razred OF-6.
Nadrejen je činu kapitana plovila in podrejen činu admirala diviziona.

## Oznaka čina
Oznaka čina je dvodelna in sicer:
- narokavna oznaka: bogato okrašeni spodnji del in zgoraj ena črta s pentljo na vrhu in
- naramenska (epoletna) oznaka: ena petkraka zvezda in zgoraj okrašeno sidro.

Galerija
- Narokavna oznaka
- Naramenska (epoletna) oznaka